# 蒋堂镇
蒋堂镇，中国浙江省金华市婺城区下辖的一个镇。

## 简介

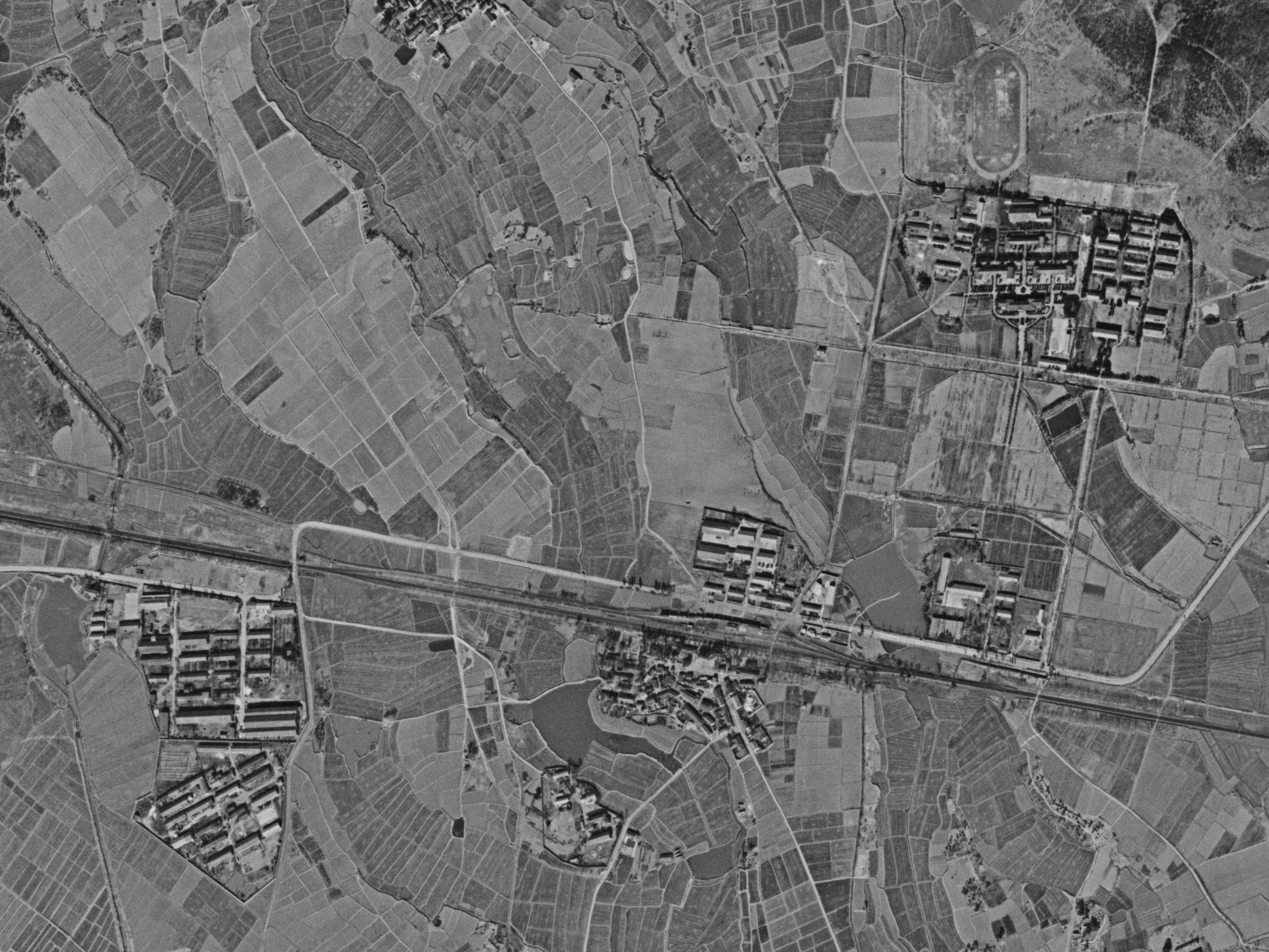
蒋堂火车站周围卫星图（1972年）

蒋堂原名“蒋塘”，最初为人口为300人左右的村庄。1948年原浙赣铁路在该地设立蒋堂站，蒋塘村改为现名。1954年，省、地、县各级政府部门先后在蒋堂村境内设立机关单位、兴办各种企事业，还有来自新安江库区的移民的迁入，以蒋堂站为中心的蒋堂村逐渐繁荣起来。之后，随着金华市第一中学、浙江省金华监狱等单位的设立，更使蒋堂的地位急剧上升。1961年原蒋堂村所属的开化人民公社（开化乡）驻地迁址蒋堂，最后1987年设立蒋堂镇。

## 辖区
该镇辖有：	蒋堂村、开化村、李塘下村、西杨村、许里村、大源头村、黄碧垄村、殿后村、寺前村、杨梅山村、西洪村、直里村、平水殿村、上方村、下方村、浪坦塘村、清水塘村、立新村、莘移村、下尹村、泽口村、莲塘村、下汪村、西叶村、杨梅垄村、石坑村、胡家村、界首村、低路底村、尚文头村、溪口村、沙畈村、大立元村、田铺村、年坑村、东兴生活区

## 教育
蒋堂镇为原金华市第一中学的所在地，1995年迁出，随后原金一中的校舍逐渐荒废。2009年，由金华市罗埠高级中学和金华市白龙桥高级中学合并而成的金华市宾虹高级中学搬入原金一中校舍。
除此之外，蒋堂镇还有蒋堂小学、金华市蒋堂镇初级中学等公立学校。